# Watsonarctia mediodivisia
Watsonarctia mediodivisia är en fjärilsart som beskrevs av Arnold Spuler 1906. Watsonarctia mediodivisia ingår i släktet Watsonarctia och familjen björnspinnare. Inga underarter finns listade i Catalogue of Life.